# Monetazione di Pandosia
La monetazione di Pandosia riguarda le monete coniate a Pandosia, un'antica città del Bruzio, citata dagli storici antichi e di incerta identificazione.

## Contesto storico
Le nostre conoscenze su questa città sono esigue, la sua stessa ubicazione è ancora oggetto di dibattito.

### Moneta di alleanza con Crotone
Esiste una moneta emessa da Crotone e Pandosia. Si tratta di uno statere.
D/ Tripode e ϘPO (qoppa, rho, omicron)
R/ dentro un rettangolo incuso toro con testa girata all'indietro, sopra ΠΑΝ e sotto ΔΟ
Una copia di questa moneta si trova all'Ashmolean museum di Oxford.
La moneta Crotone - Pandosia di Oxford ha un diametro di 26 mm e pesa 7,11g.
Lo stile della moneta la fanno datare tra il 500 ed il 480 a.C. Crotone ha anche coniato una moneta con gli stessi tipi con Sibari. Questa moneta Croton - Sybaris per caratteristiche stilistiche e per le dimensioni del tondello appare comunque posteriore a quella Croton - Pandosia. Esistono anche monete ϘPO/TE ma non è chiaro se si tratti di Terina o Temesa.
Tutte queste monete lasciano supporre alleanze anche di tipo militare. Mancano comunque riferimenti storiografici precisi sulle motivazioni di queste ed altre emissioni. Secondo l'interpretazione di N.F. Parise non si tratterebbe di un'alleanza paritetica ma di una subordinazione politica a Crotone.

### Ca. 435-425
In questo periodo viene collocata la seconda moneta ascrivibile a Pandosia nel Bruttium. Si tratta anche in questo caso di uno statere
D/ testa diademata della ninfa Pandosia dx. ΠΑΗΔΟΣΙΑ in alfabeto arcaico.
R/ Dio fiume Crati in piedi, testa a sinistra che tiene un ramo e porge una patera con la destra. Nel campo un pesce. ΚΡΑΘΙΣ
L'alfabeto usato è arcaico; in particolare il Sigma è ruotato di 90° così da apparire simile alla lettera M. Anche la Pi e la Iota hanno forme arcaiche. La moneta mostra che la forma arcaica di queste lettere era ancora in uso nella matà del V secolo a meno che non si voglia supporre che si tratti di un arcaismo voluto.
Una foto di una moneta è qui
La scritta della moneta sembra accreditare l'ipotesi che la città sorgesse nei pressi del fiume Crati.

### Inizio IV secolo
StatereTesta di Hera Lacinia di fronte, con capelli al vento, orecchini e collana, che indossa uno stephanos (corona) ornata con protome di grifone e caprifoglio
ΠΑΝΔΟΣΙΝΩΝ; Pan cacciatore nudo, con lancia, seduto su una roccia; accanto, un cane; davanti un'erma barbuta con un caduceo infisso e la legenda ΜΑΛΥΣ. Nel campo Φ.
Secondo Rutter ΜΑΛΥΣ potrebbe essere la firma dell'incisore.
DracmaIl dritto è simile allo statere
Il rovescio è simile a quello dello statere, ma il cane è a sin. e lancia. In più la legenda ΝΙΚΟ. ΠΑΝΔΟΣΙ
TrioboloIl dritto è simile allo statere
Al rovescio Pan su una roccia, che tiene una lancia. Accanto un flauto di Pan. Nel campo la legenda ΝΙΚΟ. ΠΑΝΔΟΣΙΝ
Anche in questo caso NIKO potrebbe essere la firma dell'incisore, ma potrebbe anche essere il nome di un magistrato, o più probabilmente la prima parte del nome.

### Tesori
La monete di Pandosia nel Bruttium sono presenti in due tesori il 1908 ed 1977 secondo la numerazione del IGCH.
Il primo è un tesoro trovato in una località imprecisata della Calabria nel 1864. Si ritiene che il tesoro sia stato sepolto verso il 390 a.C. Oltre ad uno statere di Pandosia contiene altri 96 monete d'argento provenienti da diverse città della Magna Grecia tra cui Tarentum, Metapontum, Caulonia, Croton e Terina. L'unica moneta di cui si ha ancora notizie è quella di Pandosia che si trova a Boston.
L'altro tesoro fu trovato nel 1926 a Torchiarolo, a circa 15 da Brindisi. L'anno ipotizzato per la sepoltura è il 270 a.C. circa Si tratta di un tesoro molto importante (1849 monete d'argento). Le monete provengono da tutta la Magna Grecia, da Roma e dalla Grecia vera e propria. Pandosia è rappresentata da una frazione di statere.

### Cataloghi
- Sylloge Nummorum Graecorum - American Numismatic Society
- Sylloge Nummorum Graecorum - Danish National Museum: The Royal Collection of Coins and Medals, Copenhagen